# Per Hallström

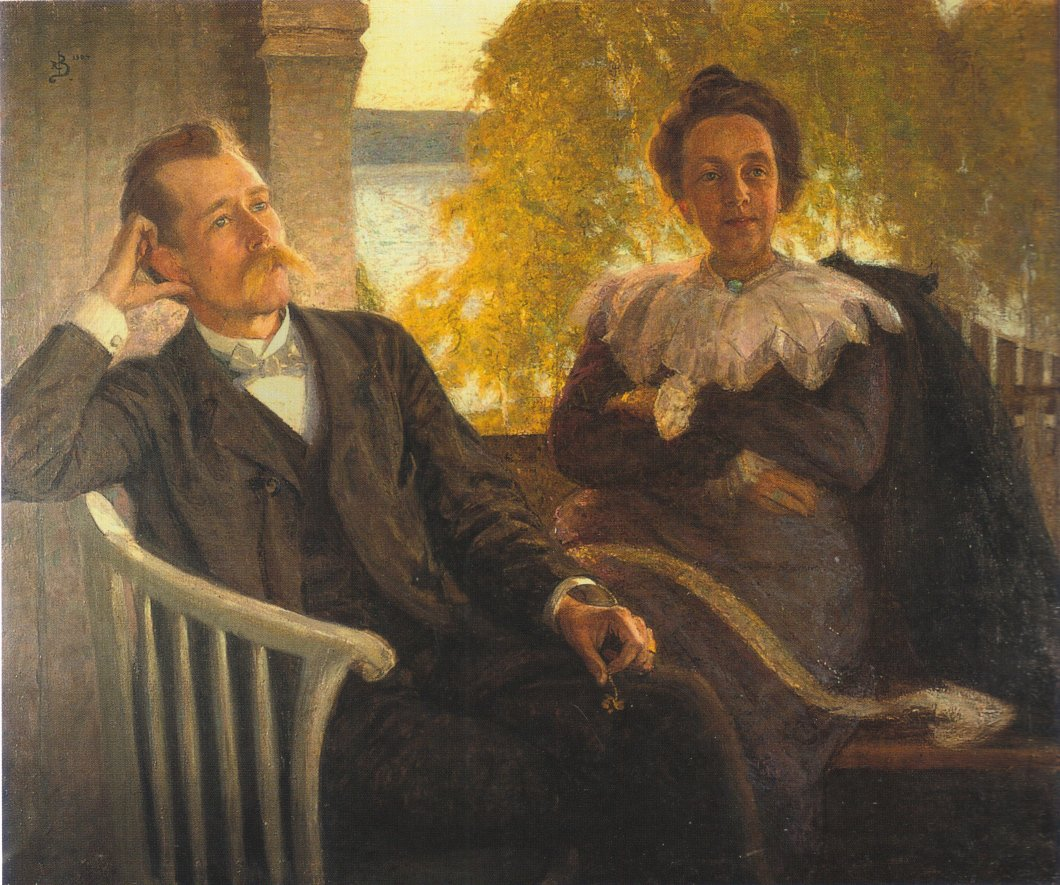
Per Hallström och hans hustru Helga. Målning av Richard Bergh 1904.
(Bonniers porträttsamling)

Per August Leonard Hallström, född 29 september 1866 i Stockholm, död 18 februari 1960 i Nacka, var en svensk författare, översättare och civilingenjör; ledamot av Svenska Akademien 1908, dess ständige sekreterare 1931–1941 och ordförande i dess Nobelkommitté 1922–1946. Gift 1895 med Helga Åkerberg (1870–1949).

## Biografi
Hallströms far hette Conrad Hallström och var kassör. Modern var Johanna, född Andersson. Föräldrarna gifte sig först när deras fem barn redan var vuxna, vilket var mycket ovanligt för sin tid och vilket Hallström kände skam över.
Hallström avlade 1883 studentexamen och ingick samma år vid Tekniska högskolan, där han 1886 avlade examen som civilingenjör. Åren 1888–1890 arbetade han som kemist i USA och var 1891–1897 amanuens i svenska Telegrafstyrelsen.
Som kemist på en amerikansk jättefabrik fick han skåda industrialismen i all dess brutalitet. Man anställde massor av okunniga emigranter som utan att ana faran förgiftades av blyvitt, dog som flugor och ersattes av andra. Ett kolossalt förakt för människoliv och ett onaturligt jäkt – det var hans huvudintryck av industrialismens förlovade land: "Hela världen sprang sig andan ur halsen och håll i sidan för att hinna vara med på en järnvägsolycka."
Hallström debuterade med en diktsamling, Lyrik och fantasier (1891), som gick tämligen obeaktad förbi kritikerna. Efter detta medverkade han i ett otal litterära kalendrar, bland annat Från Lundagård och Helgonabacken. Han utgav sedan berättelsesamlingarna Vilsna fåglar (1894) och Purpur (1895), romanen En gammal historia, samma år, nya berättelser samlade under titeln Briljantsmycket (1896), Våren, en roman från 1890-talet, (1898), Reseboken, noveller (1898), skådespelen Grefven af Antwerpen (1899), och Bianca Capello (1900), det förra på vers, det senare på prosa, Italienska bref (1900]), en samling berättelser om döden Thanatos (1900), En veneziansk komedi (1901), berättelsen Döda fallet (1902). Som översättare ägnade han sin energi åt att översätta Shakespeares samtliga dramer. 

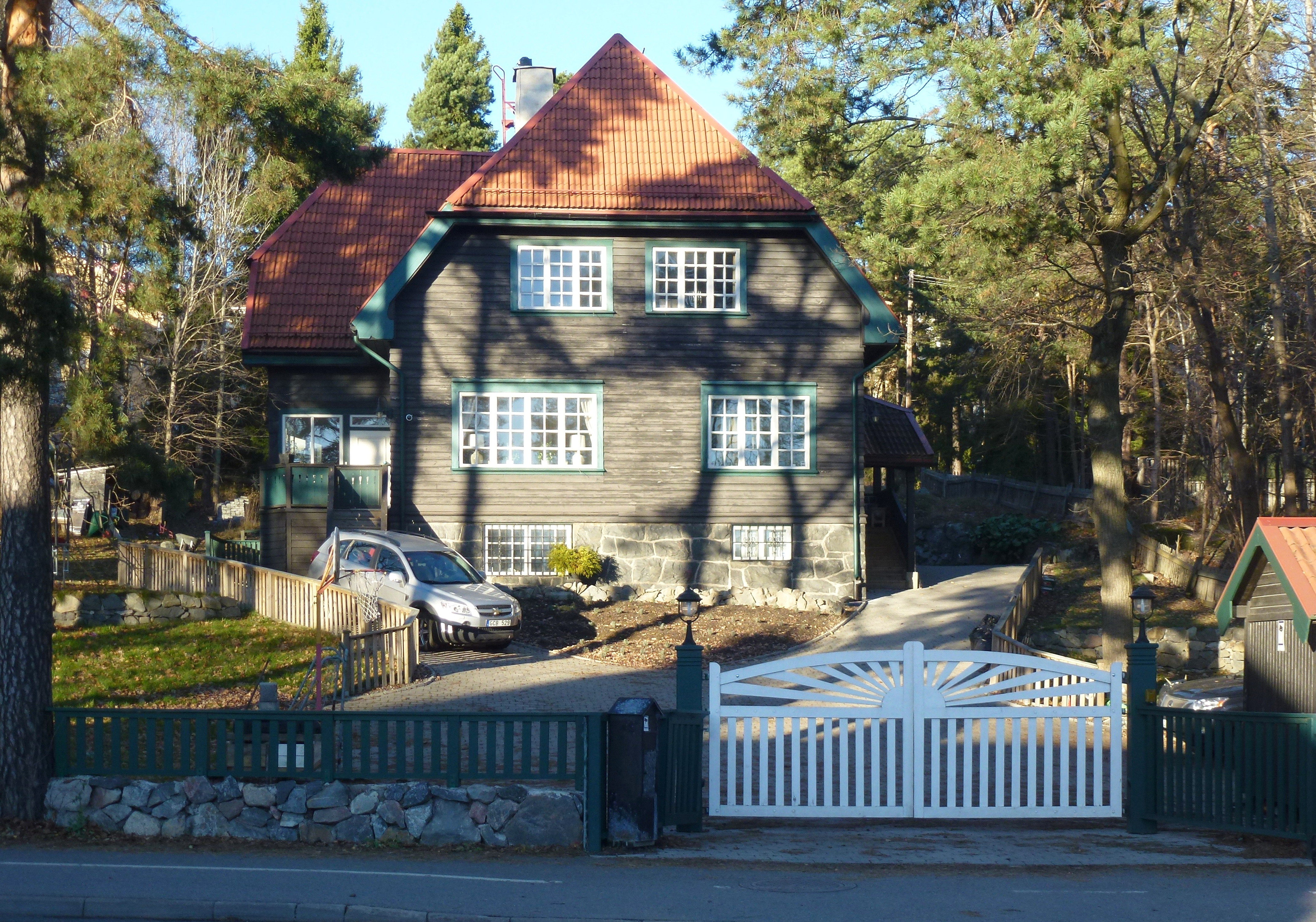
Villa Hallström i Nacka, 2013.

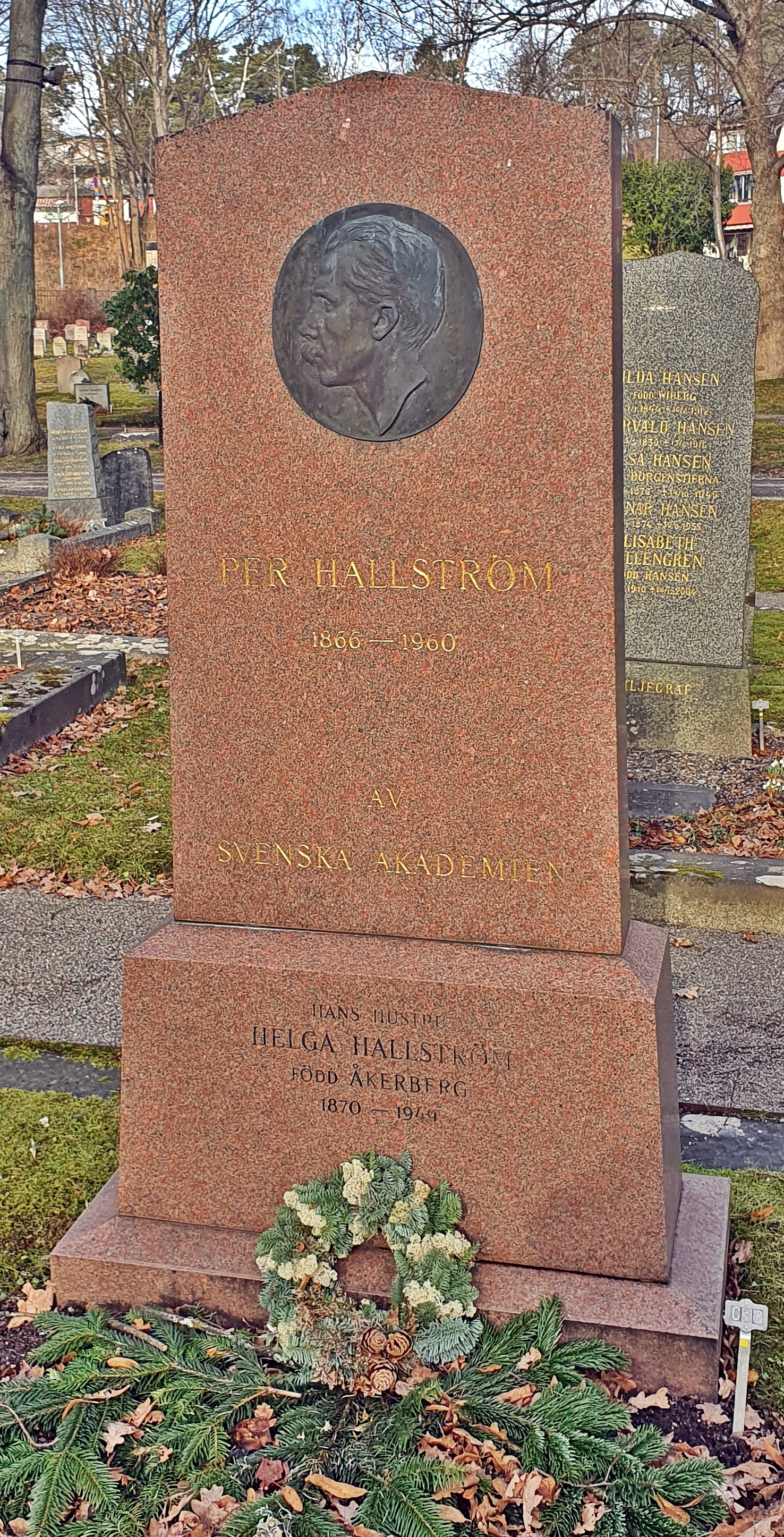
Per Hallströms grav, Nacka kyrkogård, 2021.

"Hans oändligt rörliga och oroliga fantasilif" – skrev en kritiker om Hallström – "som så lätt och gärna ömsar tummelplats och utan möda byter mellan dröm och verklighet, hans ofantligt smidiga intelligens, som gör sig hemmastadd litet hvarstans och låter sitt elektriska, skarpa sken tränga in öfverallt, det spridda och lysande, nervösa och otåliga i hans natur dana honom till en af dessa berättarekonstens virtuoser, hvilkas förråd af historier tyckes outtömligt och hvilkas inbillning friare än någon flyttfågel flyger från land till land och från värld till värld."
Göran Hägg, docent i litteraturvetenskap, uttrycker i sin populärt skrivna Den svenska litteraturhistorien (1996) stor skepsis till att Hallströms verk skulle äga det litterära värde som de enligt litteraturhandböckerna anses ha och skriver att "Framförallt kunde han, fatalt nog för en novellist, inte berätta" samt att "Krångelprosan ansågs elittillvänd och djupsinnig."
Hallström utnämndes till filosofie hedersdoktor vid Göteborgs högskola 1916. År 1905 invaldes han som arbetande ledamot av Vetenskaps- och Vitterhetssamhället i Göteborg.
Hallström var den siste "nittiotalisten" i svensk litteratur. Hans sista bok, en essäsamling, kom ut 1952. Hallström figurerar i Emil Kléens självbiografiska roman Venus anadyomene (2008) under namnet "Hallberg". 
Han var bosatt vid Värmdövägen 199 i Storängen i Nacka kommun. Villan ritades 1906 av arkitekt Albin Brag och bedöms som arkitektonisk "värdefull".
Per Hallström är begravd på Nacka norra kyrkogård.

## Översättningar iShakespearesdramatiska arbeten
- Krönikespel, Bd 1, Henrik den sjette (Bonnier, 1922)
- Krönikespel, Bd 2, Richard den tredje ; Kung Johan ; Richard den andre (Bonnier, 1923)
- Krönikespel, Bd 3, Kung Henrik den fjärde ; Kung Henrik den femte ; Kung Henrik den åttonde (Bonnier, 1927)
- Lustspel, Bd 1, Så tuktas en argbigga ; Förväxlingar ; Förspilld kärleksmöda (Bonnier, 1922)
- Lustspel, Bd 2, Slutet gott allting gott ; De två herrarna från Verona ; En midsommarnattsdröm (Bonnier, 1923)
- Lustspel, Bd 3, Köpmannen i Venedig ; Muntra fruarna i Windsor ; Mycket väsen för ingenting (Bonnier, 1925)
- Lustspel, Bd 4, Trettondagsafton ; Som ni behagar ; Lika för lika (Bonnier, 1925)
- Sagospel, Bd 1, Cymbeline ; En vintersaga ; Stormen (Bonnier, 1929)
- Sorgespel, Bd 1, Titus Andronicus ; Troilus och Kressida ; Romeo och Julia (Bonnier, 1923)
- Sorgespel, Bd 2, Julius Cæsar ; Hamlet ; Othello (Bonnier, 1926)
- Sorgespel, Bd 3, Macbeth ; Kung Lear ; Antonius och Cleopatra (Bonnier, 1928)
- Sorgespel, Bd 4, Timon av Athen ; Coriolanus ; Sagospelet Pericles (Bonnier, 1931)

## Priser och utmärkelser
- 1906 – Kungliga priset
- 1929 – De Nios Stora Pris
- 1916 –  Filosofie hedersdoktor vid Göteborgs högskola
- 1953 – Övralidspriset